# Cyków (rejon złoczowski)
Cyków (ukr. Циків) – wieś na Ukrainie w rejonie złoczowskim obwodu lwowskiego.
Do 19 lipca 2020 r. w rejonie buskim.